# جيمس بالمر رانكين
جيمس بالمر رانكين (بالإنجليزية: James Palmer Rankin)‏ هو سياسي كندي، ولد في 30 أبريل 1855 في كندا، وتوفي في 15 يونيو 1934 في ستراتفورد في كندا. حزبياً، نشط في الحزب الليبرالي الكندي. وقد انتخب عضو مجلس الشيوخ الكندي وانتخب عضو مجلس العموم الكندي.